# 彭濟材
彭濟材，香港資深編劇及電視製作人，畢業於香港中文大學。1978年參加無綫電視編劇訓練班後加入電視台參與節目《歡樂今宵》，1980年轉入戲劇組任劇集編劇及編審。1982年至1983年曾短暫轉到亞洲電視任編審，很快便重返無綫電視，1990年代初期曾任劇集監製，1990年代中後期起先後升任創作總監及節目發展分部助理總監主理綜藝節目。
2015年10月，從無綫電視離職時為節目發展分部總監。2016年中在電影公司擔任創作部顧問接近一年。

## 電視劇 (無綫電視)
- 1980年：發達容易搵食難
- 1981年：流氓皇帝
- 1981年：香港八一
- 1984年：再版人
- 1984年：畫出彩虹
- 1984年：新紮師兄
- 1985年：香港八五
- 1985年：後生可畏
- 1985年：楊家將
- 1985年：都市風情系列
- 1986年：執位夫妻
- 1987年：人海綠皮書
- 1988年：大都會
- 1988年：都市方程式
- 1989年：超越黃線
- 1991年：我愛玫瑰園
- 1991年：幹探群英 (監製)
- 1992年：愛生事家庭
- 1993-1994年：開心華之里

## 電影
- 1985年：青春差馆
- 1987年：通天大盗
- 1989年：富貴再三逼人

## 外部連結
- 彭濟材榮休　台前幕後齊搞歡送會（页面存档备份，存于）
- 【創意無限】追夢青春 (彭濟材)（页面存档备份，存于）